# Ivisan
Ivisan es un municipio filipino de cuarta clase, perteneciente a la provincia de Cápiz, en las Bisayas Occidentales.

## Historia
Hacia mediados del siglo XIX, el lugar era dependiente de Cápiz. Aparece descrito en el segundo volumen del Diccionario geográfico, estadístico, histórico de las Islas Filipinas (1851) de Manuel Buzeta Núñez y Felipe Bravo con las siguientes palabras:

IVISAN: visita ó anejo, dependiente en lo civil y ecl. de Capiz, cap. ó cab. de la prov. de su nombre, en la isla de Panay, dióc. de Cebú: se halla sit. como á una leg. de su matriz, á la orilla del r. Panay. pobl., prod. y trib. con capiz (v.)
(Buzeta y Bravo, 1851, p. 112)

En 2020, tenía censados 31 278 habitantes.